# Moraea verdickii
Moraea verdickii är en irisväxtart som beskrevs av De Wild. Moraea verdickii ingår i släktet Moraea och familjen irisväxter. Inga underarter finns listade i Catalogue of Life.